# Oberon (język programowania)
Oberon – język programowania opracowany przez Niklausa Wirtha w roku 1985. Jest zbliżony do języków obiektowych.

## Hello World
```
MODULE Hello;
 IMPORT Oberon, Texts;
 VAR W: Texts.Writer;
 
 PROCEDURE World*;
 BEGIN
   Texts.WriteString(W, "Hello World!");
   Texts.WriteLn(W);
   Texts.Append(Oberon.Log, W.buf)
 END World;
 
BEGIN
 Texts.OpenWriter(W)
END Hello.
```